# مجید تفرشی
مجید تفرشی (متولد ۱۳۴۴) مستند پژوه و تاریخ‌نگار ایرانی است. او سال‌هاست که در تهران و لندن به مطالعهٔ اسناد و مدارک تاریخی مشغول است.
عنوان رسالهٔ دکتری تفرشی «پاسخ جامعهٔ مذهبی ایران به تغییرات اجتماعی دورهٔ رضاشاه» بود. او از سال ۱۹۹۳ به بررسی اسناد آرشیو ملی بریتانیا پرداخته و در مصاحبه با مجله شهروند امروز ادعا کرد که با شکایت او از وزارت امور خارجه انگلستان موفق به آزادسازی اسناد مالکیت ایران بر جزایر سه‌گانهٔ خلیج فارس شده است.
مراسم بزرگداشت تفرشی در مهرماه ۱۴۰۳ در خانهٔ «گفتارها» در شبکهٔ اجتماعی کلاب هاوس، برگزار شد. نعمت‌الله فاضلی، حسین کمالی، امید اخوی و مرضیه کوهی در این برنامه به بررسی ویژگی‌های علمی و اخلاقی تفرشی پرداختند.